# Lamar Hunt U.S. Open Cup 2009
La Lamar Hunt U.S. Open Cup 2009 è stata la novantaseiesima edizione della coppa nazionale statunitense. È iniziata il 9 giugno 2009 e si è conclusa il 2 settembre 2009.
Il torneo è stato vinto dal Seattle Sounders che ha battuto in finale i D.C. United per 2-1.

## Squadre partecipanti

### MLS
- Chicago Fire
- Chivas USA
- Columbus Crew
- Houston Dynamo
- K.C. Wizards
- N.E. Revolution
- Seattle Sounders
- D.C. United

### USL First Division
- Austin Aztex FC
- Carolina RailHawks FC
- Charleston Battery
- Cleveland City Stars
- Miami FC
- Minnesota Thunder
- Portland Timbers
- Rochester Rhinos

### USL Second Division
- Charlotte Eagles
- Crystal Palace B.
- Harrisburg City I.
- Pittsburgh Riverhounds
- Richmond Kickers
- Real Maryland
- Wilmington Hammerheads
- Western Mass Pioneers

### PDL
- Carolina Dynamo
- El Paso Patriots
- Mississippi Brilla
- Ocean City Barons
- Kitsap Pumas
- Reading Rage
- Des Moines Menace
- OC Blue Star
- St. Louis Lions

### USASA
- Aegean Hawks
- Emigrantes das Ilhas
- 402 FC
- Milwaukee Bavarians
- Legends FC
- Arizona Sahuaros (NPSL)
- Atlanta FC (NPSL)
- Sonoma County Sol (NPSL)

## Date
| Turno            | Data                        |
| ---------------- | --------------------------- |
| Primo turno      | 9 giugno 2009               |
| Secondo turno    | 16 giugno 2009              |
| Terzo turno      | 30 giugno - 1º luglio 2009] |
| Quarti di finale | 7 luglio 2009               |
| Semifinali       | 21 luglio 2009              |
| Finale           | 2 settembre 2009            |

## Secondo Turno
| Squadra 1              | Risultato       | Squadra 2          |
| ---------------------- | --------------- | ------------------ |
| Real Maryland          | 0 - 1 (dts)     | Ocean City Barons  |
| Wilmington Hammerheads | 3 - 3 (4-3 dcr) | North Carolina     |
| Cleveland City Stars   | 1 - 2 (dts)     | Rochester Rhinos   |
| Western Mass Pioneers  | 0 - 0 (3-4 dcr) | Harrisburg City I. |
| Charleston Battery     | 1 - 0           | Miami FC           |
| Chicago Fire Premier   | 0 - 4           | Minnesota Thunder  |
| El Paso Patriots       | 0 - 2           | Austin Aztex       |
| Portland Timbers       | 3 - 0           | Sonoma County Sol  |

## Terzo Turno
| Squadra 1          | Risultato       | Squadra 2              |
| ------------------ | --------------- | ---------------------- |
| Harrisburg City I. | 2 - 1 (dts)     | N.E. Revolution        |
| Chicago Fire       | 0 - 1           | Wilmington Hammerheads |
| Columbus Crew      | 4 - 4 (3-5 dcr) | Rochester Rhinos       |
| Ocean City Barons  | 0 - 2           | D.C. United            |
| Chivas USA         | 1 - 3           | Charleston Battery     |
| Austin Aztex       | 0 - 2           | Houston Dynamo         |
| K.C. Wizards       | 3 - 3 (5-3 dcr) | Minnesota Thunder      |
| Seattle Sounders   | 2 - 1           | Portland Timbers       |

## Quarti di finale
| Squadra 1              | Risultato | Squadra 2          |
| ---------------------- | --------- | ------------------ |
| Wilmington Hammerheads | 1 - 2     | Rochester Rhinos   |
| Harrisburg City I.     | 1 - 2     | D.C. United        |
| Houston Dynamo         | 4 - 0     | Charleston Battery |
| K.C. Wizards           | 0 - 1     | Seattle Sounders   |

## Semifinali
| Squadra 1        | Risultato   | Squadra 2        |
| ---------------- | ----------- | ---------------- |
| Rochester Rhinos | 1 - 2       | D.C. United      |
| Houston Dynamo   | 1 - 2 (dts) | Seattle Sounders |

## Finale
| Arbitro: | Alex Prus |

|                          |           |           |
| Montero 67’ Levesque 86’ | Marcatori | Simms 89’ |